# Joe Morgan
Pour les articles homonymes, voir Morgan.
Joseph Leonard Morgan, dit Joe Morgan, né le 19 septembre 1943 à Bonham au Texas et mort le 11 octobre 2020 à Danville en Californie, est un joueur américain de baseball.
Il joue 22 saisons, de 1963 à 1984, dans les Ligues majeures de baseball. Considéré comme l'un des meilleurs joueurs de deuxième but de l'histoire de ce sport, Morgan est élu en 1990 au Temple de la renommée du baseball. 
Il joue 8 de ses 22 saisons chez les Reds de Cincinnati. Membre de la redoutable Big Red Machine, l'une des plus dominantes équipes de l'histoire des Ligues majeures, il fait partie des clubs champions des Séries mondiales de 1975 et 1976. Il est élu joueur par excellence de la Ligue nationale ces deux mêmes années.
Après avoir pris sa retraite de baseball professionnel, il est devenu commentateur pour l'organisation américaine de télévision ESPN.

## Carrières

### Carrière comme joueur de baseball
Joe Morgan commence sa carrière en 1963 avec les Colt 45s de Houston, qui se renomment les Astros de Houston en 1965. En 1972 il est acquis par les Reds de Cincinnati, avec qui il passe les meilleures saisons de sa carrière. Parmi les frappeurs les plus patients de la ligue, enregistrant plus de 100 bases automatiques en 8 saisons.
En 1975 il frappe pour une moyenne au bâton de 0,327 avec 94 points produits et 107 points marqués. Il remporte le titre de joueur par excellence de la Ligue nationale. Il répète cette performance en 1976, frappant 0,320 avec 111 points produits et 113 points marqués, gagnant son deuxième titre de joueur de l'année.
Il retourne aux Astros en 1980 avant de passer deux saisons avec les Giants de San Francisco, une saison avec les Phillies et une saison avec les Athletics.
À la fin de sa carrière, il avait frappé plus de 2 500 coups sûrs, plus de 250 coups de circuit et plus de 1 800 buts-sur-balles. Il a été intronisé au Temple de la renommée du baseball en 1990.

#### Palmarès
- Meilleur joueur du match d'étoiles (1972)
- Meilleur joueur de la ligue nationale (1975, 1976)

#### Statistiques
| G    | AB   | R    | H    | BB   | 2B  | 3B | HR  | RBI  | SB  | CS  | AVG   | OBP   | SLG   |
| 2649 | 9277 | 1650 | 2517 | 1865 | 449 | 96 | 268 | 1133 | 689 | 162 | 0,271 | 0,392 | 0,427 |

### Carrière comme commentateur sportif
Après avoir pris sa retraite de joueur de baseball, Joe Morgan est devenu commentateur sportif. Il a officié pour les Reds (1985), les Giants (1986-1994), puis les Athletics (1995).
Il a aussi travaillé pour les chaînes de télévision ABC (1989-90), NBC (1994-2000) et enfin pour ESPN dans l'équipe de commentateurs de la MLB. Il travaille souvent avec John Miller.
Sa façon plutôt traditionnelle d'analyser le baseball inspire le blog sportif Fire Joe Morgan (« Congédiez Joe Morgan »), rédigé sous des pseudonymes par les futurs scénaristes Michael Schur, Alan Yang et Dave King de 2005 à 2008. Malgré son nom, le site Web n'est pas spécifiquement dirigé contre Morgan, mais contre ce que les auteurs perçoivent comme du mauvais journalisme sportif, refusant d'évoluer en même temps que le sport.
Il fait une apparition dans l'épisode 9 de la saison 11 de la série Mariés, deux enfants qui met en scène plusieurs joueurs de la ligue professionnelle de baseball.